# Hallerna
Hallerna är en tidigare tätort i Stenungsunds kommun i Västra Götalands län, 3-4 km syd/sydost om centrala Stenungsund. Området räknas sedan 2015 som en del av tätorten Stenungsund.

## Befolkningsutveckling
| Befolkningsutvecklingen i Hallerna 1995–2010          | Befolkningsutvecklingen i Hallerna 1995–2010 | Befolkningsutvecklingen i Hallerna 1995–2010 | Befolkningsutvecklingen i Hallerna 1995–2010 | Befolkningsutvecklingen i Hallerna 1995–2010 |
| ----------------------------------------------------- | -------------------------------------------- | -------------------------------------------- | -------------------------------------------- | -------------------------------------------- |
|                                                       |                                              |                                              |                                              |                                              |
| År                                                    |                                              |                                              | Folkmängd                                    | Areal (ha)                                   |
| 1995                                                  | 1995                                         |                                              | 401                                          | 16                                           |
| 2000                                                  | 2000                                         |                                              | 492                                          | 20                                           |
| 2005                                                  | 2005                                         |                                              | 650                                          | 21                                           |
| 2010                                                  | 2010                                         |                                              | 668                                          | 22                                           |
| Anm.: Ny tätort 1995. Sammanväxt 2015 med Stenungsund |                                              |                                              |                                              |                                              |